# Irene Escolarová
Irene Escolarová Navarrová (* 19. října 1988 Madrid) je španělská filmová, divadelní a televizní herečka. 

## Život a kariéra
Irene Escolarová Navarrová se narodila 19. října 1988 v Madridu scenáristce Lourdes Navarro a producentovi José Luis Escolarovi. Patří k linii umělců, která sahá až k jejímu pra-pra-pradědečkovi Pascualu Albovi, do které patří také Julia Gutiérrez Caba (prateta) a Emilio Gutiérrez Caba (prastrýc). V roce 2016 obdržela cenu Goya za nejlepší novou herečku a cenu Irizar na Mezinárodním filmovém festivalu v San Sebastiánu za kriticky uznávanou roli June ve filmu Un otoño sin Berlín. Hovoří plynně španělsky, anglicky a francouzsky. Za svůj profesní život natočila 17 filmů a zahrála si ve 25 divadelních hrách. Je také známá svou divadelní kariérou. V roce 2019 byla vybrána, aby hrála hlavní roli v prvním mezinárodním seriálu Movistar +, Dime quién soy. Světová premiéra show byla v roce 2020. Escolarová je spolu s Bárbarou Lennie tvůrkyní a výkonnou producentkou Scény 0 pro HBO Europe.

## Filmografie

### Film
| Rok  | Název                              | Role              | Poznámky                       |
| ---- | ---------------------------------- | ----------------- | ------------------------------ |
| 2003 | Prokletá Argentina                 | Eurydice          |                                |
| 2004 | El 7º día                          | Antonia           |                                |
| 2007 | Canciones de amor en Lolita's Club | Jennifer          |                                |
| 2008 | Slepé slunečnice                   | Elenita           |                                |
| 2009 | Cesta do Santiaga                  | Laura             | [ 4 ]                          |
| 2010 | El idioma imposible                | Elsa              |                                |
| 2010 | Cruzando el límite                 | Nuria             |                                |
| 2013 | Gente en sitios                    |                   |                                |
| 2013 | Presentimientos                    | Sandra            |                                |
| 2015 | Las ovejas no pierden el tren      | Natalia           |                                |
| 2015 | Un otoño sin Berlín                | June              | Cena Goya pro nejlepší herečku |
| 2016 | La corona partida                  | Jana I. Kastilská |                                |
| 2016 | Altamira                           | María             |                                |
| 2016 | Gernika                            | Sestřenice Isabel |                                |
| 2017 | Bajo la piel de lobo               | Adela             |                                |
| 2018 | Las leyes de la termodinámica      | Raquel            |                                |
| 2021 | Film roku                          | Diana Suárez      |                                |
| 2022 | Musíte se přijet podívat           | Susana            | [ 5 ]                          |
| 2023 | Holky jsou v pohodě                | Irene             | [ 6 ]                          |
| 2024 | Caída libre                        | Claudia           |                                |
| 2024 | Verano en diciembre                | Noelia            | [ 7 ]                          |

### Televize
| Rok       | Název           | Role              | Poznámky                        |
| --------- | --------------- | ----------------- | ------------------------------- |
| 2005      | El comisario    |                   | Epizoda: „Grito mudo“           |
| 2008      | Lex             |                   | Epizoda: „Genéticamente infiel“ |
| 2014      | Isabel          | Jana I. Kastilská | 12 epizod                       |
| 2019      | Paquita Salas   | Irene             | Epizoda: „B-Fashion“            |
| 2020      | Scéna 0         | Irene             | 3 epizod                        |
| 2020–2021 | Dime quién soy  | Amelia Garayoa    | 9 epizod                        |
| 2024      | Stíny minulosti | Paula Ríos        | 6 epizod                        |
| 2024      | Las abogadas    | Manuela Carmena   | 6 epizod                        |